# Mario Haas
Mario Haas (født 16. september 1974 i Graz, Østrig) er en tidligere østrigsk fodboldspiller (angriber).
Haas spillede langt størstedelen af sin karriere for Sturm Graz i den østrigske Bundesliga. Han tilbragte i alt 18 sæsoner i klubben, og var med til at vinde tre østrigske mesterskaber. Han havde også ophold hos RC Strasbourg i Frankrig samt JEF United Ichihara i Japan.
Haas spillede desuden 43 kampe og scorede syv mål for det østrigske landshold. Han var en del af det østrigske hold til VM i 1998 i Frankrig. Her spillede han alle landets tre kampe, men kunne ikke forhindre at holdet røg ud efter det indledende gruppespil.